# LGBT práva v Nizozemsku

LGBT mapa Nizozemska

Neoficiální nizozemská vlajka s duhovým motivem

Práva leseb, gayů, bisexuálů a translidí (LGBT) v Nizozemsku jsou považována za nejvíce rozvinutá jak v Evropě, tak i ve světě. Stejnopohlavní sexuální aktivita je zde legální od roku 1811 po vpádu francouzské armády a instalaci Napoleonského zákoníku rušícího veškeré zákony proti sodomii, které po vzniku Spojeného království nizozemského nebyly obnoveny.
Koncem 20. století výrazně stoupla informovanost o homosexualitě a společnost se stala velmi akceptující v otázce sexuálních menšin, což posléze vedlo k deklasifikaci homosexuality jako mentální poruchy roku 1973 a zákazu diskriminace na základě sexuální orientace v armádě. Rozsáhlá anti-diskriminační legislativa byla přijatá v roce 1993 a trestá diskriminaci ve všech oblastech veřejného života jako je zaměstnání, bydlení, ubytovací služby a další. Poté, co Nizozemsko schválilo registrované partnerství roku 1998, se stalo o tři roky později první světovou zemí, která legalizovala stejnopohlavní manželství s plnými adopčními právy. Spolu s tím získaly také lesbické páry přístup k umělému oplodnění. Ačkoliv translidé mají možnost podstupovat změnu pohlaví, nebyly dosud přijaty anti-diskriminační zákony zakazující diskriminaci na základě genderové identity.
Nizozemsko je celosvětově považováno za jednu z nejvíce sociálně liberálních zemí s 90 % Nizozemců nahlížejících na homosexualitu jako na morálně přijatelnou i přes odlišné stanovisko turecké a marocké menšiny, z níž pouze 30 % a 25 % je téhož názoru. Hinduínští Indové jsou v této otázce stejného názoru jako Nizozemci. Nejvíce odporu a násilí proti LGBT občanům pochází z křesťanských a muslimských komunit.
Amsterdam patří mezi jedno z nejvíce LGBT friendly měst na světě s velmi pestře rozvinutou gay scénou, do níž se řadí hotely se zaměřením na gay turistiku, gay bary, sauny, LGBT centra jako je Pink Point poskytující informace a suvenýry související s LGBT a Homomonument postavený v roce 1987 jako první památník homosexuálním obětem nacismu za 2. světové války. Ihned poté Haag postavil mezinárodní Homomonument a Utrecht Sodomonument k uctění památky obětí tzv. pogromů na sodomity, které se zapsaly do nizozemské historie, a první z nich se konal v Utrechtu. LGBT komunita je nejvíce soustředěná v Rembrandtplein v centru Amsterdamu.

## Zákony týkající se stejnopohlavní sexuální aktivity
Mezi lety 1730–1811 byla ve Spojených provinciích nizozemských sodomie považována za těžký zločin, což mělo v té době za následek perzekuci stovek homosexuálů. Po vpádu francouzských vojsk a zavedení Napoleonského zákoníku roku 1811 došlo ke zrušení všech zákonů proti dobrovolné homosexuální aktivitě v soukromí. Po intervenci křesťanů vznikly politické strany, které prosadily různý věk způsobilosti k pohlavnímu styku, který byl pro homosexuály 21 let a heterosexuály 16 let. Zákony na ochranu veřejné morálky byly rovněž často užívány proti homosexuálům.

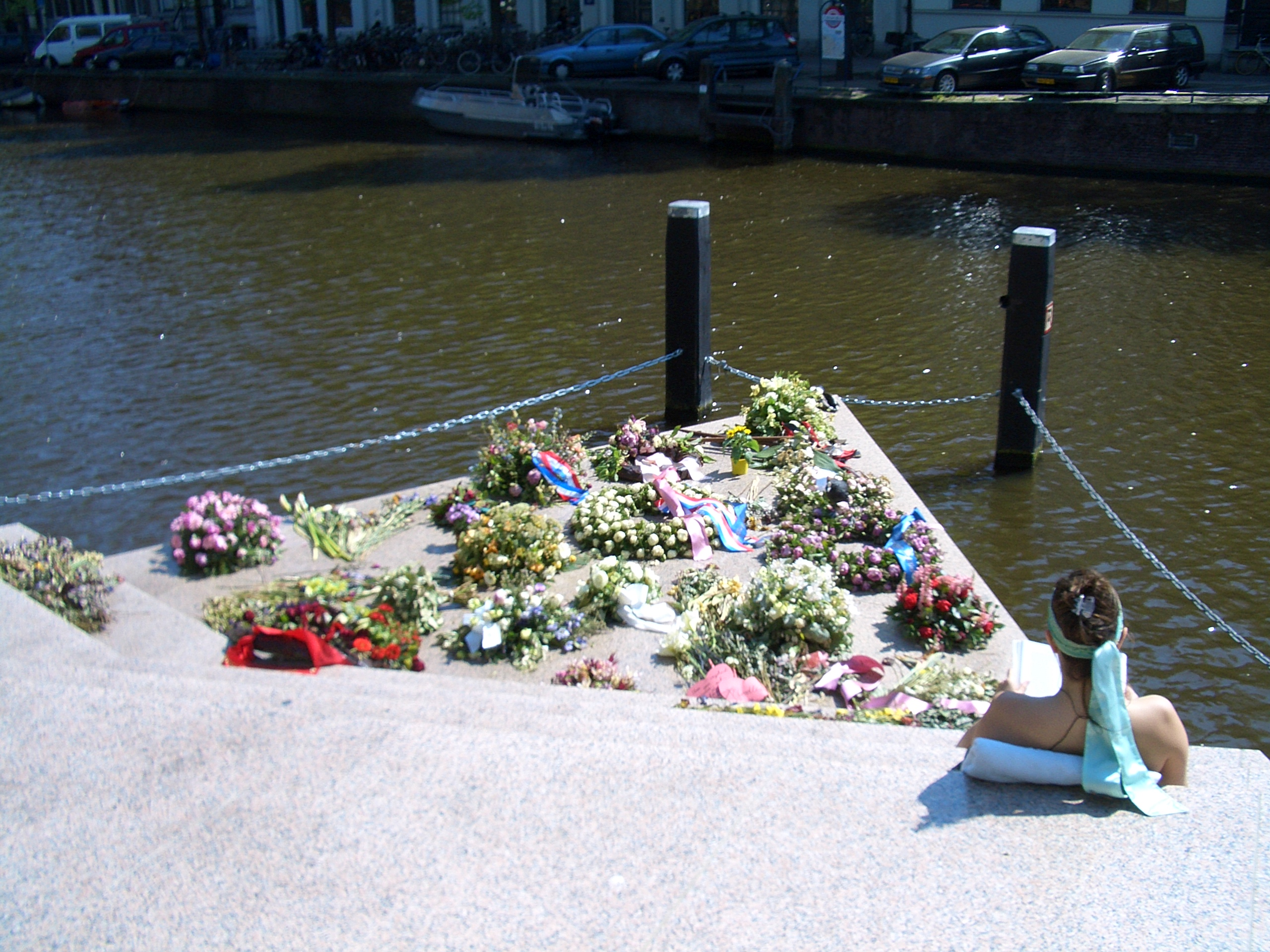
Homomonument v Amsterdamu

Během 2. světové války v době nacistické okupace zde na základě paragrafu 175 opět dočasně platily zákony proti stejnopohlavní sexuální aktivitě, které byly posléze koncem války zrušeny.
Ve 2. polovině 20. století nizozemští psychiatři i duchovní přestali na homosexualitu nahlížet negativně a od roku 1973 se přestala léčit. V roce 1971 byl Článek 248 zrušen a tím sjednocen legální věk způsobilosti k pohlavnímu styku.

## Stejnopohlavní soužití

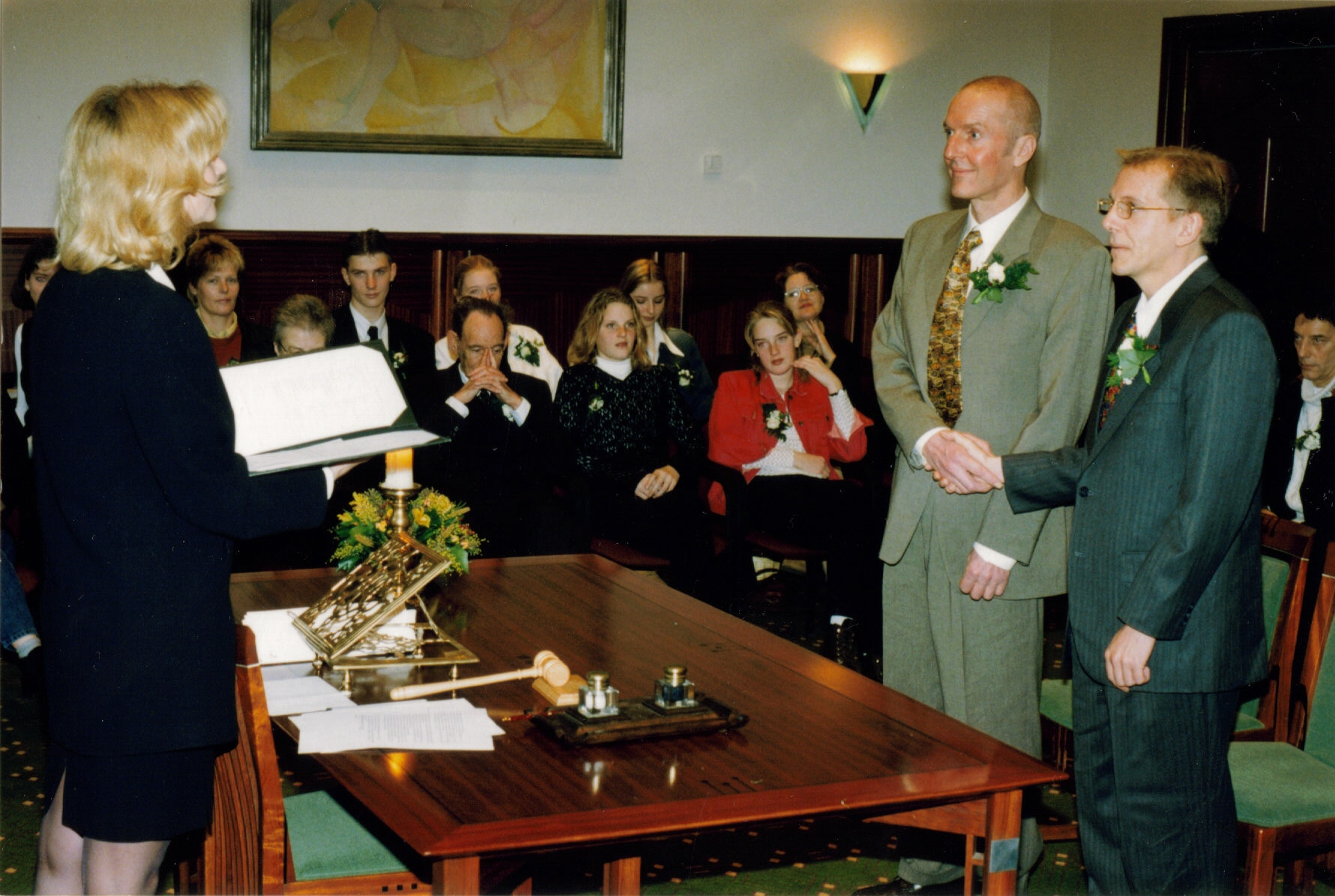
Gay svatba uskutečněná měsíc po legalizaci stejnopohlavního manželství v r. 2001

Nizozemský parlament přijal zákon o registrovaném partnerství v lednu 1998 jako jakýsi ekvivalent institutu manželství, který byl zatím přístupný jenom různopohlavním párům. To se stalo přístupným i pro stejnopohlavní páry roku 2001, kdy jej Nizozemsko legalizovalo jako první stát na světě s účinností od 1. dubna. A hned toho dne Job Cohen, amsterdamský primátor, oddal čtyři homosexuální páry se všemi právními náležitostmi předtím přístupným jen heterosexuálním párům. Zákon prošel v parlamentu v poměru hlasů 109:33. Přestože stejnopohlavní manželství v evropské části Nizozemska a v teritoriích Karibského Nizozemska jako jsou Bonaire, Svatý Eustach a Saba platí, tak v Arubě, Curaçau a na Svatém Martinu, která také spadají do Nizozemského království, není možné je uzavírat. Podle článku 4 Charty Nizozemského království, veškerá stejnopohlavní manželství uzavřená kdekoli na tomto území, musejí být uznána ve všech jeho teritoriích, nicméně ani tak to negarantuje zcela rovné zacházení se stejnopohlavními manželskými dvojicemi

### Veřejné mínění
Podle aktuálního šetření z května 2013 85 % Nizozemců podporuje stejnopohlavní manželství a adopce. V době výzkumu situace u členských států EU roku 2006 zaujalo Nizozemsko s 82 % podporovatelů stejnopohlavních manželstvích nejvyšší místo mezi ostatními zeměmi. V Karibských teritoriích jsou občané silně věřící a v otázce stejnopohlavních manželství tím pádem odmítavější než na evropském kontinentu.

## Ochrana před diskriminací
Nizozemský parlament přijal Zákon o rovném zacházení roku 1993, který zakazuje diskriminaci na základě sexuální orientace v zaměstnání, bydlení a veřejných i soukromých ubytovacích službách.
Církevní školy financované státem nesmějí propouštět nebo jakkoli znemožňovat pedagogickou činnost učitelů kvůli jejich sexuální orientaci. Nicméně některé školy si ustanovení vykládají tím způsobem, že můžou propouštět učitele za mimoškolní chování, které by pošpiňovalo jejich čest a etický kodex. Toto vedlo k odchodu ze zaměstnání homosexuálního učitele roku 2008. Téma lepší formulace anti-diskriminačních zákonů, které by efektivněji chránily LGBT pedagogy a studenty byla proto předmětem politických debat. 27. května 2014 návrh novely zákona prošel s valnou většinou v Dolní komoře a nyní čeká na vyjádření Senátu.

## Adopce a plánování rodiny
Legalizace stejnopohlavního manželství v r. 2001 přiznala homosexuálním párům plná adopční práva. Od r. 2005 je umožněná adopce dětí i homosexuálním párům žijícím v zámoří. Lesbické páry mohou podstupovat umělé oplodnění. Altruistická surogace je v Nizozemsku legální. Komerční náhradní mateřství je ilegální pro všechny páry bez ohledu na pohlaví. Ačkoliv je bezúplatná surogace legální, poskytuje jí pouze několik zdravotních zařízení, přičemž se celý proces řídí velmi přísnými pravidly. Z tohoto důvodu většina párů cestuje za účelem surogace do zahraničí. V r. 2019 nabízely pouze dvě reprodukční kliniky náhradní mateřství homosexuálním párů: jedna v Leiderdorpu, která nabízela fertilizaci vajíček náhradní matky, zatímco druhá v Gemert-Bakel se zabývala geny rodinných příslušníků žadatelských párů.

## Konverzní terapie
Organizacím nabízejícím konverzní terapii je v Nizozemsku zakázaná činnost. Od června 2012 nejsou veškeré procedury, které údajně vedou ke změně sexuální orientace, hrazeny zdravotními pojišťovnami.
17. května 2019 po odvysílání televizního pořadu "Ewout & homogenezing" na stanici RTL 5, v němž se prezentovalo několik organizací, včetně holandských letničních a baptistických skupin, nabízejících konverzní terapii se Strana práce (PvdA) a Demokraté 66 (D66) rozhodly zahájit výzkum vyvracející jejich tvrzení. V květnu 2019 informoval Hugo de Jonge, ministr zdravotnictví za Křesťanskodemokratickou výzvu (CDA), Sněmovnu reprezentantů, že nevidí důvod pro přímý zákaz konverzní terapie. Rovněž řekl, že jeho resort nezřídí komisi nezávislých odborníků, která by se zaměřila na výzkum dětí a mladistvých, kteří jsou vystaveni těmto praktikám.
Navzdory tomu se Sněmovna reprezentantů rozhodla 22. května 2019 zahájit výzkum týkající se konverzní terapie v Nizozemsku. Pro byli D66, GroenLinks (GL) a PvdA. Proti Křesťanská unie (CE), Státní reformní strana (SGP) a Strana pro svobodu (PVV). 29. května přijala Sněmovna reprezentantů další opatření a vyzvala ministra vnitra Ferdinanda Grapperhause (CDA) ke zpracování návrhu příslušné legislativy, který by zakázal konverzní terapii. Členové parlamentu došli k závěru, že takové praktiky mají negativní dopady na lidské zdraví. Pod výzvu se podepsali Lidová strana pro svobodu a demokracii (VVD), D66, GL, PvdA a Socialisté. Proti jsou CDA, CE, PVV a Fórum pro demokracii (FvD). O návrhu příslušného zákona se zatím nehlasovalo.

## Dárcovství krve
V Nizozemsku podobně jako v mnoha dalších zemích nebylo MSM umožněno dárcovství krve. MSM populace ve vyspělých zemích vykazuje relativně vysoký výskyt infekce virem HIV/AIDS. Z tohoto důvodu platilo toto preventivní opatření až do r. 2015. V dubnu 2012 přijala Sněmovna reprezentantů novou legislativu, která tento zákaz liberalizovala. Nově by nemohli darovat pouze skupiny praktikujících gayů, u nichž se potvrdilo rizikové sexuální chování. Nizozemská vláda se pak obrátila na krevní banku Sanquin a Univerzitu v Maastrichtu s žádostí o studii týkající se rizikovosti dárcovství krve mužů majících sex s muži. Následně se potvrdilo, že jistá opatrnost v případě gay dárců krve, kteří sexuálně neabstinují, má své opodstatnění, ale že není potřeba je zcela vylučovat. Díky tomu zcela vymizel ten nejzákladnější protiargument. 28. října 2015 oznámil nizozemský resort zdravotnictví, že se nově bude uplatňovat 12měsíční zkušební lhůta namísto úplného odmítání gay dárců majících sex s muži. 15. února 2019 oznámila krevní banka Sanquin, že jí zkrátí na 4 měsíce. V praxi se začala tato nová politika uplatňovat v červenci 2019.

## Veřejné mínění
Podle průzkumu Ifop z května 2013 podporovalo 85 % Nizozemců stejnopohlavní manželství a adopce dětí homosexuálními páry. Výzkum EU z r. 2015 ukázal, že 91 % Nizozemců podporuje homosexuální sňatky, což byla největší hodnota v rámci všech zkoumaných zemí. Obyvatelé karibských teritorií jsou konzervativnější a víc odmítají stejnopohlavní manželství ve srovnání s Evropou.

## Životní podmínky

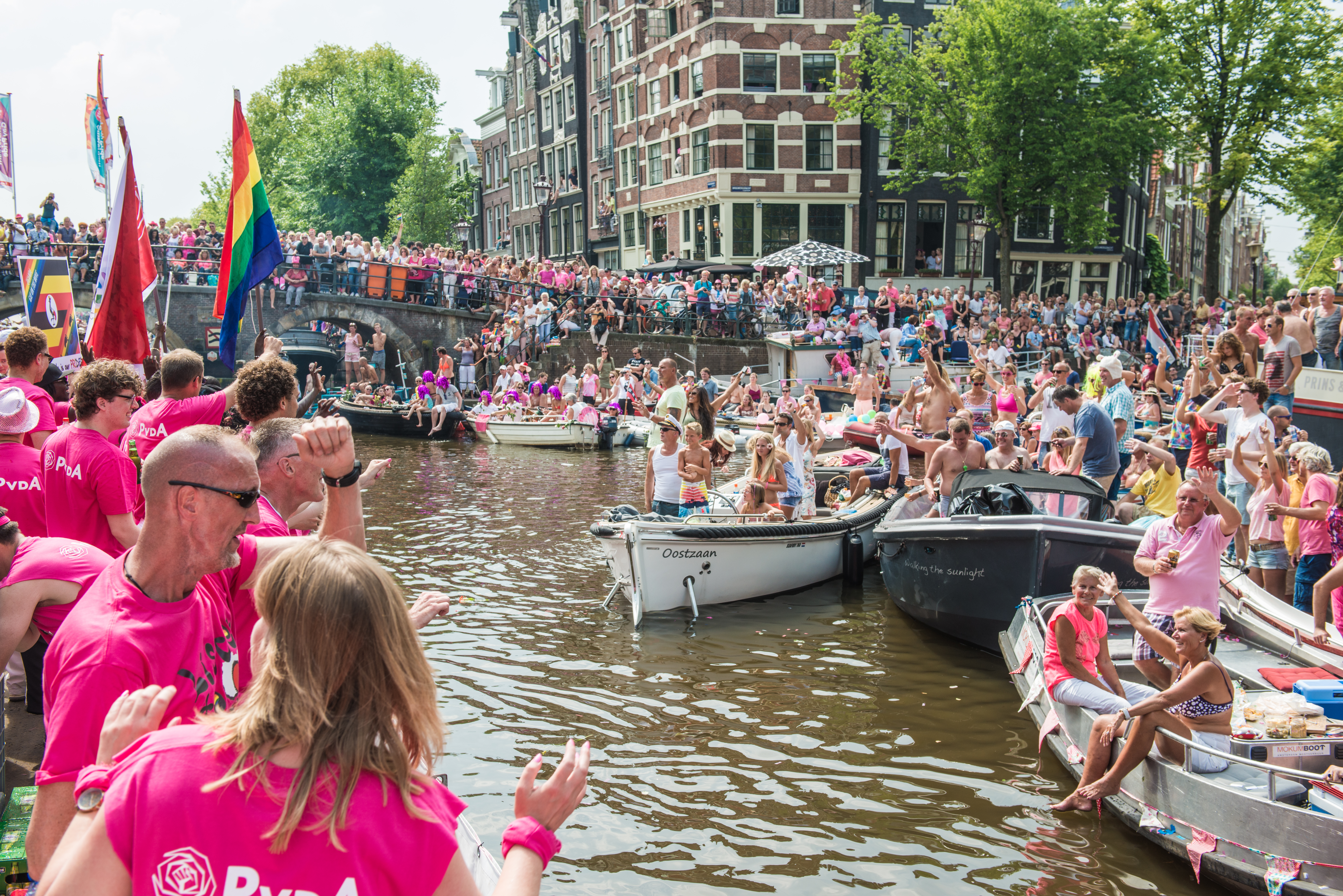
Amsterdam Gay Pride 2014

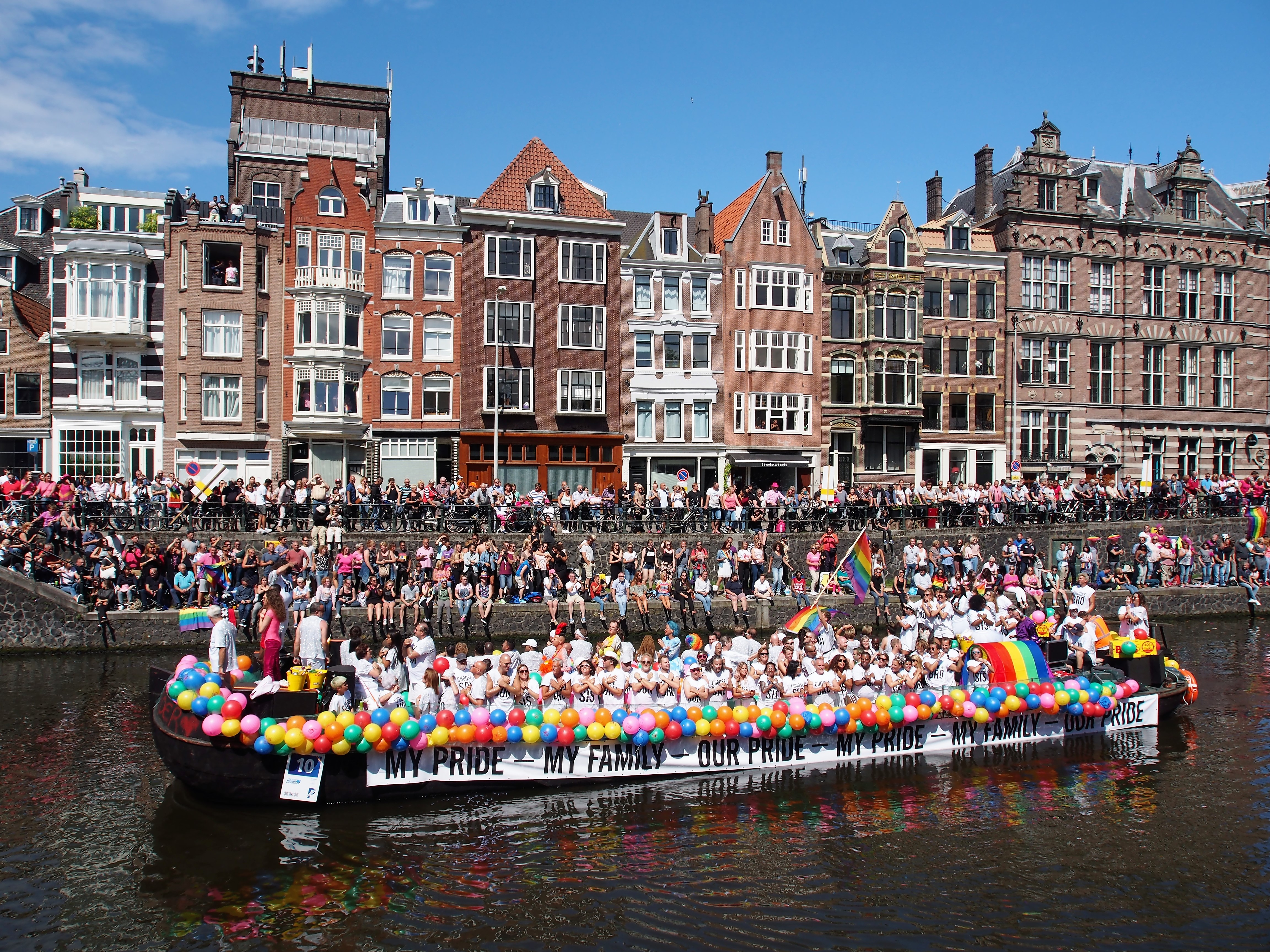
Amsterdam Pride ročně přiláká tisíce lidi. Proslulý je také svými alegorickými loďmi

Nizozemsko je považováno za jednu z nejvíce gay friendly zemí na světě, a to díky brzkému přijetí LGBT inkluzivní legislativy a vysoké míře tolerance v tamní společnosti. Deník Independent řadí nizozemské hlavní město Amsterdam mezi nejpopulárnější gay města na světě. Festival hrdosti Amsterdam Pride se pravidelně koná od r. 1996 se statisícovou účastí lidí z celého světě a je považován za největší událost tohoto druhu v celém Nizozemsku. Amsterdam byl dvakrát za sebou hostitelem Europride, a to v letech 1994 a 2016. Posledně přilákal více než 560 tisíc účastníků. Kromě Amsterdamu je také velmi živá gay scéna v Rotterdamu, Utrechtu, Haagu a Scheveningenu, kde se nachází několik barů, saun a klubů specializujících se na gay klientelu. with several bars, saunas and clubs catering to gay clientele.
Podle průzkumu z r. 2013 souhlasilo 93 % Nizozemců s tvrzením, že by homosexuálové měli mít žít podle toho, jací jsou. Pouhá 4 % respondentů uvedla, že by homosexualita neměla být akceptovaná. Vysokou úroveň veřejného a společenského přijetí LGBT ukázaly i další průzkumy, čímž se potvrdilo, že Nizozemsko je skutečně jednou z nejvíc gay friendly zemí na světě. Podle zprávy Netherlands Institute for Social Research z r. 2016 zaujímala většina Nizozemců pozitivní postoj k homosexualitě. Pouze 7 % dotázaných vnímalo homosexualitu a bisexualitu negativně. U translidí to bylo 10 %. Nicméně se 3,8 % gayů a leseb stalo oběťmi násilí ve srovnání s 2,4 % u heterosexuálů. 32 % gay respondentů navíc uvedlo, že by se obávalo veřejných reakcí v případě, že by políbili svého partnera. U lesbických žen to bylo 23 %. V případě heterosexuálních párů by se odmítlo líbat na veřejnosti 12 %.
V dubnu 2017 napadla v Arnhemu skupina marocké mládeže homosexuální pár. Ihned po incidentu vyjádřilo několik politiků, veřejných činitelů a duchovních solidaritu s LGBT menšinou tím, že vyšli ruku v ruce do ulic. Zapojily se i další země Spojené království, USA a Austrálie. V letech 2011–2017 došlo podle monitoringu nizozemské LGBT skupiny COC k přibližně 400 až 600 útokům na příslušníky LGBT minority.

## Souhrnný přehled
| Právo                                                                                   | Ano/Ne | Poznámka                                                         |
| --------------------------------------------------------------------------------------- | ------ | ---------------------------------------------------------------- |
| Legální stejnopohlavní styk                                                             | Yes    | 1811                                                             |
| Stejný věk legální způsobilosti k pohlavnímu styku pro obě orientace                    | Yes    | 1971                                                             |
| Antidiskriminační zákony v zaměstnání                                                   | Yes    | 1983                                                             |
| Anti-diskriminační zákony v přístupu ke zboží a službám                                 | Yes    |                                                                  |
| Anti-diskriminační zákony v ostatních oblastech (homofobní urážky, zločiny z nenávisti) | Yes    |                                                                  |
| Stejnopohlavní manželství                                                               | Yes    | 2001; první země na světě, která toto učinila                    |
| Jiná forma stejnopohlavního soužití                                                     | Yes    | Registrované partnerství od r. 1998                              |
| Adopce dítěte druhého z partnerů                                                        | Yes    |                                                                  |
| Společná adopce dětí homosexuálními páry                                                | Yes    | Uzákoněna spolu se stejnopohlavním manželstvím v r. 2001         |
| Gayové a lesby smějí otevřeně sloužit v armádě                                          | Yes    |                                                                  |
| Možnost změny pohlaví                                                                   | Yes    |                                                                  |
| Přístup k umělému oplodnění pro lesbické ženy                                           | Yes    |                                                                  |
| Právní domněnka rodičovství stejnopohlavního manžela                                    | Yes    | Pouze v případě anonymního dárcovství spermií - lesbické páry    |
| MSM smějí darovat krev                                                                  | /      | Od r. 2015 po 1roční zkušební lhůtě (pouze krev, nikoliv plasma) |
| Zákaz konverzní terapie                                                                 | No     | (Navržen)                                                        |
| Komerční náhradní mateřství                                                             | No     | (Nelegální pro všechny páry bez ohledu na pohlaví)               |